# Bo Carlsson
Bo Carlsson (født 11. april 1965) er en dansk skuespiller.
Bo Carlsson er uddannet fra Statens Teaterskole i 1994 og har siden arbejdet med film, tv og teater. Han har bl.a. spillet en af hovedrollerne i Det andet liv af Jonas Elmer, medvirket i Danmarks Radios TV-serie Arvingerne og spillet en af de gennemgående biroller i 2. sæson af yousee produktionen Limboland. Derudover har Bo Carlsson medvirket i et utal af produktioner på TV, film og kortfilm. Et udsnit af dette er bl.a. tv-serierne Rita, Gidseltagningen, Pros and Cons, Bedrag (sæson 3), Ditte & Louise, Forbrydelsen, Blekingegade, TAXA og filmene Krudttønden, De standhaftige, Iqbal & den hemmelige opskrift, og kortfilmene Alting, The Association of Joy, Trofæjagt, Bryllupsnatten.

## Filmografi

### Film
| År   | Titel                  | Rolle   | Noter    |
| ---- | ---------------------- | ------- | -------- |
| 2008 | Winter                 | Faderen |          |
| 2013 | The Association of Joy |         | Kortfilm |
| 2014 | Det andet liv          |         |          |
| 2019 | Kaptajn Bimse          |         |          |
| 2019 | Psychosia              |         |          |

### Tv-serier
| År        | Titel           | Rolle | Noter |
| --------- | --------------- | ----- | ----- |
| 1996-1997 | Bryggeren       |       |       |
| 1997-1999 | TAXA            |       |       |
| 2000      | Edderkoppen     |       |       |
| 2009      | Forbrydelsen II |       |       |